# UGPS J072227.51-054031.2
Désignations
UGPS J072227.51-054031.2 est une naine brune située à une distance d'environ 4,1 parsecs du Soleil, dans la direction de la constellation de la Licorne. Elle a été découverte sur une image prise le 28 novembre 2006 avec le télescope infrarouge du Royaume-Uni. Depuis fin 2011, elle est la naine brune de référence des naines T de type spectral T9.